# Sartilly
Sartilly är en kommun i departementet Manche i regionen Normandie i norra Frankrike. Kommunen ligger i kantonen Sartilly som tillhör arrondissementet Avranches. År 2018 hade Sartilly 1 601 invånare.

## Befolkningsutveckling
Antalet invånare i kommunen Sartilly
| Referens: INSEE |